# Pindstrup
Pindstrup is een plaats in de Deense regio Midden-Jutland, gemeente Syddjurs, en telt 745 inwoners (2007).